# Będźmirowice
Będźmirowice – przystanek kolejowy w Będźmierowicach, w gminie Czersk, w powiecie chojnickim, w województwie pomorskim.

## Ruch pasażerski
| Rok  | Wymiana pasażerska na dobę |
| ---- | -------------------------- |
| 2017 | 0-9                        |
| 2022 | 0-9                        |

Nazwa przystanku jest różna od nazwy wsi, w jakiej przystanek się znajduje. Różnica ta pojawiła się po wojnie, prawdopodobnie w wyniku omyłki urzędników PKP.
Przystanek obsługują pociągi osobowe Arriva RP.